# Йозеф Маєр
Йозеф Маєр (чеськ. Josef Majer, нар. 8 червня 1925) — чехословацький футболіст, що грав на позиції нападника, зокрема, за клуб «Банік» (Кладно). У складі національної збірної Чехословаччини — учасник ЧС-1954.

## Клубна кар'єра
У футболі дебютував 1951 року виступами за команду «Готвальдов». Став у складі «Готвальдов» найкращим бомбардиром чемпіонату Чехословаччини.
Своєю грою за цю команду привернув увагу представників тренерського штабу клубу «Сокіл» (Кладно), до складу якого приєднався 1952 року, яка з 1953 року зминила назву на «Банік» (Кладно). Завершив професійну кар'єру футболіста виступами за команду «Кладно» у 1959 році. У футболці «Баніка» зіграв загалом 488 матчів, в яких забив 414 голів, з них 144 поєдинки та 60 голів у найвищому дивізіоні. Лише Франтішек Клоз забив більше голів в історії команди з Кладно.

## Виступи за збірну
Був присутній в заявці збірної на чемпіонаті світу 1954 року у Швейцарії, але на поле не виходив.

## Титули і досягнення
Найкращий бомбардир чемпіонату Чехословаччини: 1951 (16), 1953 (13)